# Sweeny (Texas)
Sweeny ist eine Stadt in Brazoria County des Bundesstaats Texas in den Vereinigten Staaten.

## Geographie
Sweeny liegt 9,1 Meter über dem Meeresspiegel und ist 32 Kilometer vom Golf von Mexiko entfernt. Der San Bernard River fließt 1,6 Kilometer westlich der Stadtgrenze.

## Geschichte
Einst als Adamston bekannt, wurde die Stadt nach dem Familiennamen von John Sweeny benannt. Das durch ein Medaillon der Texas Historical Society gekennzeichnete Haus der Sweenys wurde bis ins Jahr 1991 von einem Nachkommen der Familie Sweeny bewohnt. St. Louis, Brownsville und Mexiko Railway legten im Jahre 1905 ein von Gärten umgebenes Nebengleis zu dieser Stadt. 1895 wurde ein Postamt erbaut, eine Gemischtwarenhandlung und eine Egreniermaschine waren 1908 vollendet. Eine Schule mit anfangs 11 Schülern wurde erst 1911 gegründet. 1918 bekam die Stadt eine Ziegelei; eine Obstplantage und ein Schuldistrikt waren 1912 vollendet. 1934 wurde in Old Ocean Öl entdeckt, was der Entwicklung von Sweeny half und die Stadt reich machte. Sweenys Bevölkerung im späten zwanzigsten Jahrhundert schwankte zwischen 3.087 und 3.699.

## Demographische Daten
Nach den Angaben der Volkszählung 2000 lebten in Sweeny 3.624 Einwohner in 1.338 Haushalten, darunter waren 974 Familien. Die Bevölkerungsdichte lag bei 1.946,6 pro 752,3 km². Es gab 1.444 Wohneinheiten auf einer durchschnittlichen Fläche von 752,3/km². Die Rassen bestanden 75,25 % aus Weißen, 15,78 % aus afrikanischer Abstammung, 1,02 % aus Amerikanischen Ureinwohnern, 0,41 % asiatischer Abstammung, 5,99 % von anderen Rassen, und 1,55 % von zwei oder mehreren Rassen. Hispanics oder Latinos von einer Rasse waren 13,71 % der Einwohnerzahl.
Von 1.338 Haushalten hatten 38,0 % keine Kinder unter 18 Jahren, 53,8 % waren zusammenlebende Ehepaare, 14,9 % hatten einen weiblichen Haushaltsvorstand ohne Ehemann, und 27,2 % waren keine Familien. 38,0 % aller Haushalte wurden von dem Einzelnen bewohnt und 15,7 % bestanden aus Alleinstehenden über 65 Jahre. Die durchschnittliche Haushaltsgröße betrug 2,65 Personen und die durchschnittliche Familiengröße 3,14 Personen.
Die Stadt beheimatete 29,7 % Personen unter 18 Jahren, 8,4 % von 18 bis 24, 26,1 % von 25 bis 44, 21,4 % von 45 bis 64, und 15,1 %, die 65 Jahre waren oder älter. Das Durchschnittsalter betrug 36 Jahre. Auf 100 weibliche Einwohner entfielen 92,3 männliche Einwohner. Je 100 weiblichen Einwohnern über 18 Jahren standen 87,3 männliche Einwohner über 18 Jahren gegenüber.

Das mittlere Haushaltseinkommen der Stadt betrug 36.497 USD, das mittlere Einkommen für eine Familie 42.128 USD. Männer hatten ein durchschnittliches Einkommen von 43.854 USD, Frauen dagegen 25.710 USD. Das Pro-Kopf-Einkommen betrug 16.755 USD. Etwa 10,4 % der Familien und 9,9 % der Population lebten unter der Armutsgrenze, darunter 9,4 % im Alter von 18 Jahren und jünger, sowie 11,7 % im Alter von 65 Jahren oder älter.